# Tim O'Brien (musicus)

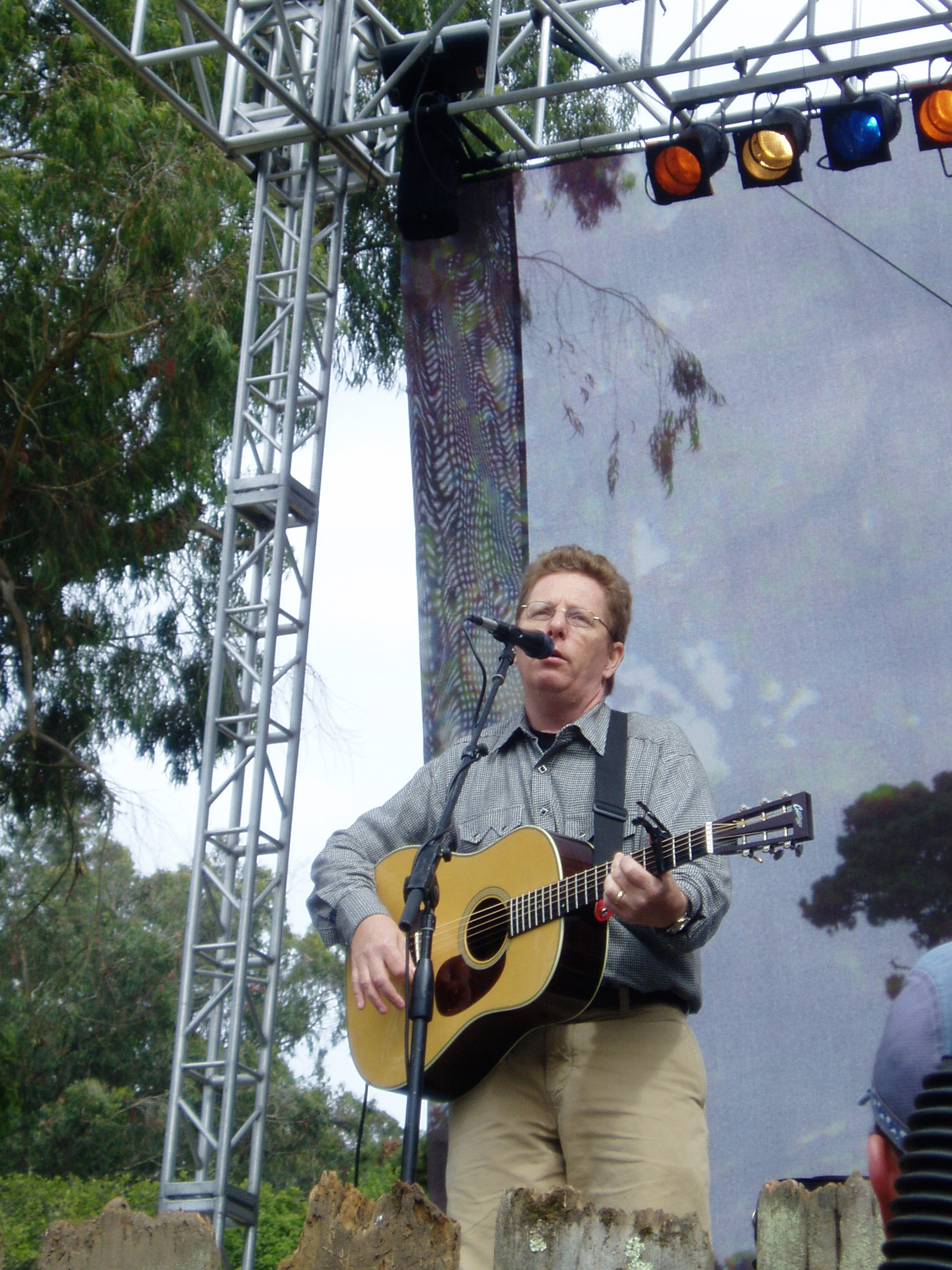
Tim O'Brien

Tim O'Brien (Wheeling, West Virginia, 16 maart 1954) is een Amerikaanse bluegrassmuzikant. O'Brien speelt gitaar, viool, mandoline, bouzouki en mandocello, hij is ook zanger.
In 1978 was hij oprichter van de bluegrass groep Hot Rize. Een afsplitsing van Hot Rize is Red Knuckles & The Trailblazers
O'Brien woont tegenwoordig in Ashville. In 2005 won O'Brien een Grammy Award voor Best Traditional Folk Album voor zijn album Fiddler's Green.

## Discografie
- Hard Year Blues (1984)
- Take Me Back (1988)
- Odd Man In (1991)
- Remember Me (1992)
- Oh Boy! O'Boy! (1993)
- Away Out on the Mountain (1994)
- Rock in My Shoe (1995)
- Red on Blonde (1996)
- When No One's Around (1997)
- The Crossing (1999) met Kevin Burke
- Real Time (2000) met Darrell Scott
- Two Journeys (2001)
- Traveler (2003)
- Cornbread Nation (2005)
- Fiddler's Green (2005)